# Heriades binodosus
Heriades binodosus är en biart som beskrevs av Cockerell 1936. Heriades binodosus ingår i släktet väggbin, och familjen buksamlarbin. Inga underarter finns listade i Catalogue of Life.